# Ixodes murreleti
Ixodes murreleti este o specie de căpușe din genul Ixodes, familia Ixodidae, descrisă de Cooley și Glen M. Kohls în anul 1945. Conform Catalogue of Life specia Ixodes murreleti nu are subspecii cunoscute.